# 러시아의 지리
러시아(러시아어: Россия)는 면적이 17,125,191 km2 (6,612,073 mi2)가 넘고 지구의 거주 가능한 육지 면적의 8분의 1 이상을 차지하는 세계에서 가장 큰 나라이다. 러시아는 11개의 시간대에 걸쳐 있으며, 세계에서 가장 많은 국경을 가진 나라로 16개의 독립 국가와 접한다.
러시아는 유럽과 아시아 두 대륙에 광대하게 걸쳐 있는 대륙횡단 국가이다. 유라시아의 가장 북쪽 끝에 걸쳐 있으며, 해안선 길이는 37,653 km (23,396 mi)으로 세계에서 네 번째로 길다. 러시아는 캐나다 및 미국과 함께 세 개의 대양에 접해 있는 단 세 개의 나라 중 하나이다(단, 대서양과의 연결은 매우 멀다). 이로 인해 13개 이상의 주변 바다와 연결되어 있다. 러시아는 북위 41도와 82도, 동경 19도와 서경 169도 사이에 위치한다. 러시아는 세계의 세 대륙보다 크며, 명왕성과 거의 같은 표면적을 가지고 있다. 러시아는 세계 어느 나라보다 훨씬 더 큰 숲 면적을 포함한다.

## 전 세계적 위치 및 국경

지구상의 러시아

발트해를 따라 위치한 러시아의 가장 서쪽 부분인 칼리닌그라드주는 베링 해협의 빅디오미드섬에 위치한 가장 동쪽 부분과 약 9,000 km (5,600 mi) 떨어져 있다. 북쪽에서 남쪽까지 이 나라는 프란츠 요제프 제도의 러시아 북극 제도의 북쪽 끝에서 카스피해의 다게스탄 공화국의 남쪽 끝까지 약 4,500 킬로미터 (2,800 mi)에 걸쳐 매우 다양하고 종종 사람이 살기 힘든 지형을 포함한다.
57,792 킬로미터 (35,910 mi)에 걸쳐 뻗어 있는 러시아 국경은 세계에서 가장 길다. 20,139-킬로미터 (12,514 mi)의 육상 국경을 따라 러시아는 14개 국가와 국경을 접하고 있다: 폴란드와 리투아니아 (모두 칼리닌그라드주를 통해), 노르웨이, 핀란드, 에스토니아, 라트비아, 벨라루스, 우크라이나, 조지아, 아제르바이잔, 카자흐스탄, 중화인민공화국, 몽골, 그리고 조선민주주의인민공화국.
국경의 약 3분의 2는 바닷물로 둘러싸여 있다. 긴 북쪽 해안선 거의 전체가 북극권 위에 훨씬 높이 위치해 있다. 무르만스크 항구는 멕시코 만류의 영향으로 해당 위도에서 예상되는 것보다 다소 따뜻한 해류를 받지만, 그 외 해안은 연중 대부분 얼음에 갇혀 있다. 13개의 바다와 두 개의 대양—북극해와 태평양—이 러시아 해안을 씻는다. 이는 가까운 바다로 분리되어 해양 경계를 이룬다. 또한 일본과도 하나를 공유한다.

## 행정 및 영토 구분
몇 가지 상태 변경을 제외하고, 소련의 러시아 공화국 행정 및 영토 구분은 러시아 연방을 구성하는 데 유지되었다. 2014년 현재, 85개의 행정 영토 구분 ((연방 주체라고 불림))이 있었다: 22개의 공화국, 9개의 크라이 (영토), 46개의 오블라스티 (주), 1개의 자치주, 4개의 자치 오크루그, 그리고 모스크바, 상트페테르부르크, 세바스토폴을 포함하는 3개의 연방 도시.
공화국에는 북부 유럽인, 타타르인, 캅카스 민족, 시베리아 원주민을 포함한 다양한 민족이 거주한다. 가장 큰 연방 주체는 시베리아에 있다. 동중앙 시베리아에 위치한 사하 공화국 (야쿠티아)은 이 나라에서 가장 큰 연방 주체이며 (그리고 세계에서 가장 큰 국가 하위 행정 구역), 알래스카 크기의 두 배이다. 두 번째로 큰 것은 사하 서쪽에 위치한 시베리아의 크라스노야르스크 변경주이다. 러시아의 비연속적인 구성 요소인 칼리닌그라드주는 가장 작은 오블라스티이다. 러시아의 세 연방 도시를 제외하고 가장 작은 공화국이자 가장 작은 연방 주체이다. 가장 인구가 많은 두 연방 주체인 모스크바주 (모스크바 포함)와 크라스노다르 변경주는 유럽 러시아에 있다.

## 인문 지리

### 인구 통계
러시아는 2010년 인구 조사에 따르면 1억 4,118만 명의 인구를 가졌고, 2014년 크림반도 합병 이후 2021년 현재 1억 4,620만 명으로 증가했다. 유럽에서 가장 인구가 많은 나라이며, 세계에서 아홉 번째로 인구가 많은 나라이다. 인구 밀도는 9 inhabitants 매 제곱킬로미터 (23,000,000 inhabitants/mi2)이다.

### 도시 지역

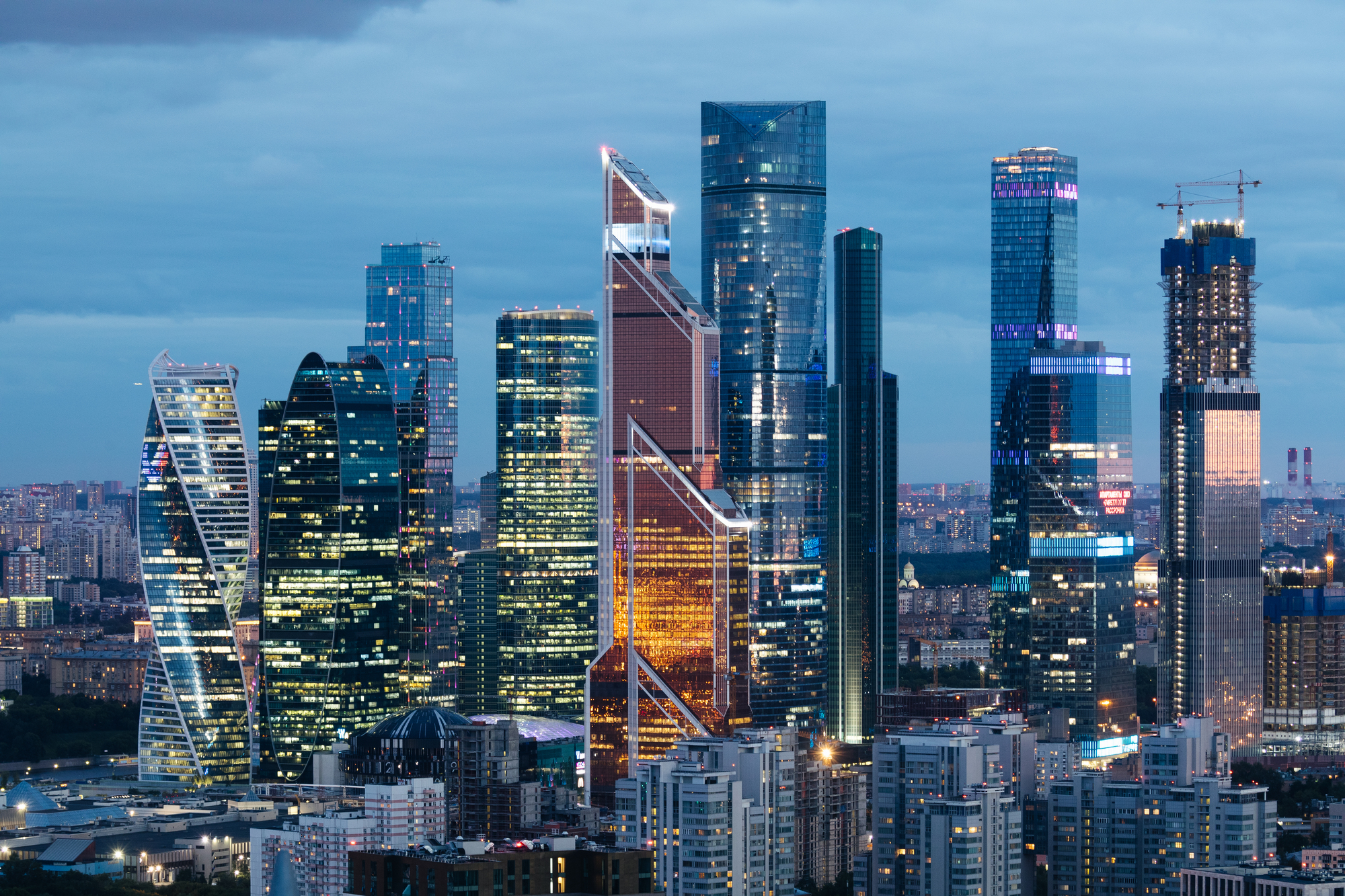
모스크바, 러시아의 수도이자 가장 큰 도시
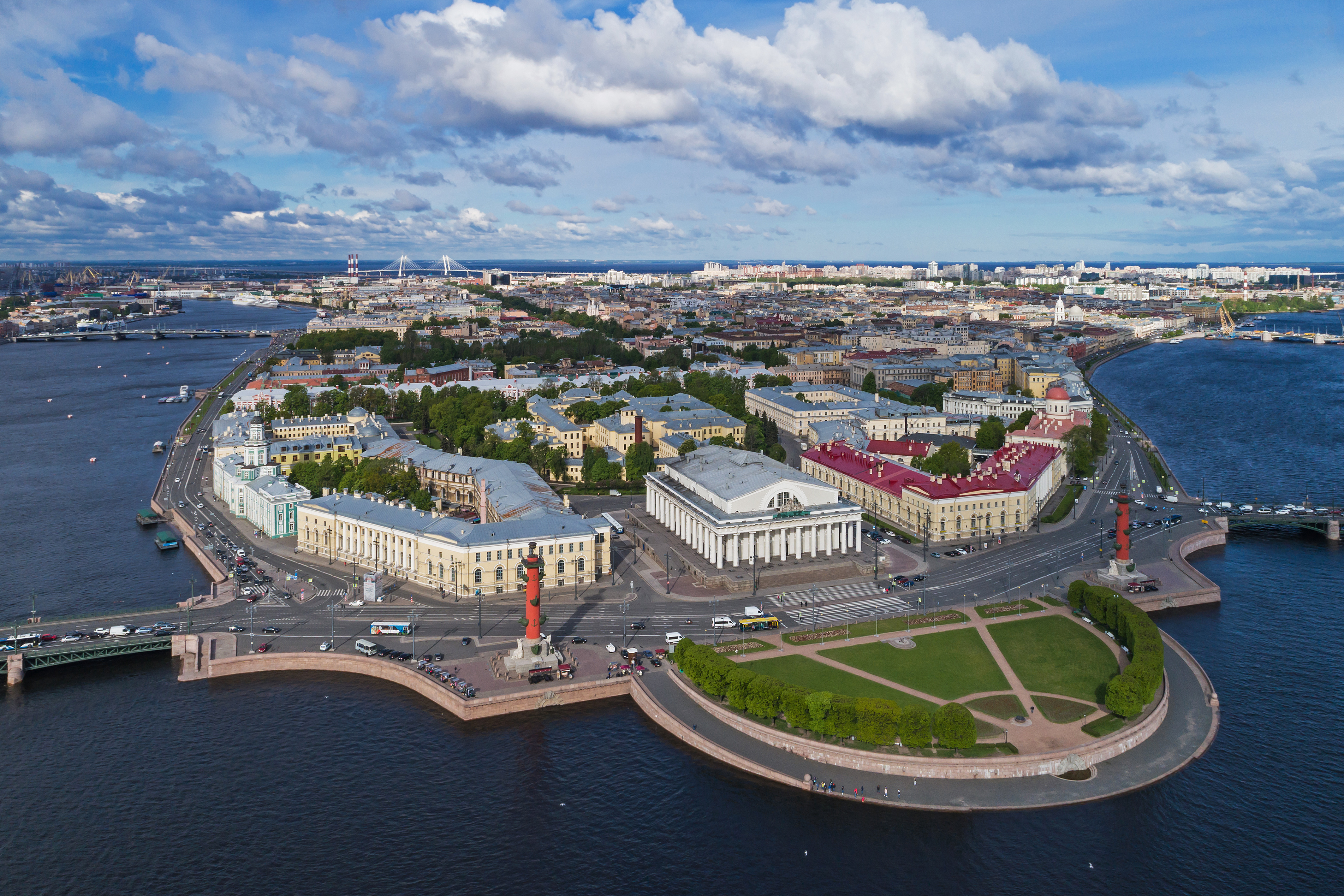
상트페테르부르크, 문화 수도이자 두 번째로 큰 도시
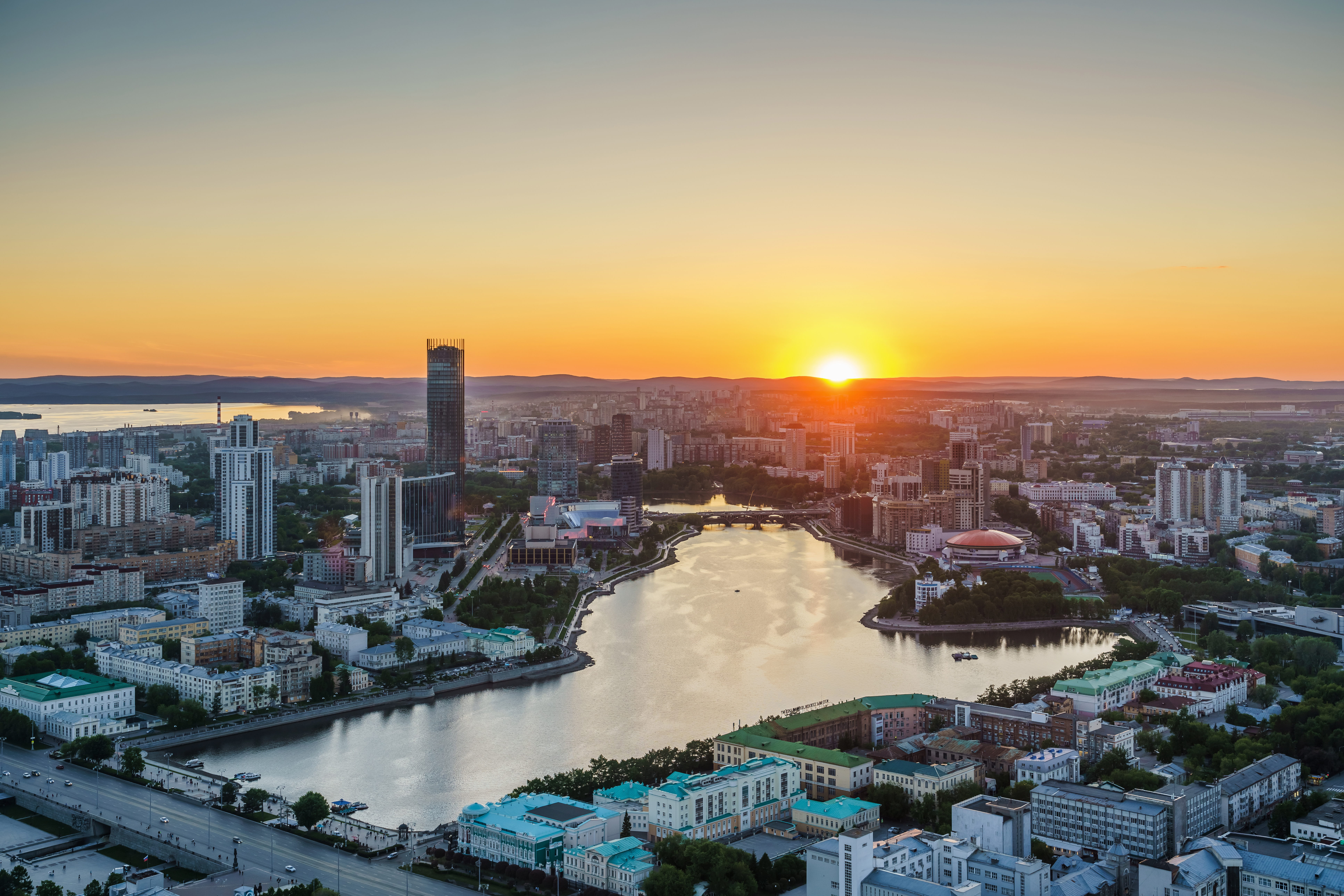
예카테린부르크, 이 나라에서 네 번째로 큰 도시.

러시아는 세계에서 가장 도시화된 국가 중 하나로, 전체 인구의 약 75%가 도시 지역에 거주한다. 수도이자 가장 큰 도시인 모스크바는 도시 경계 내에 1,240만 명의 주민이 거주하는 것으로 추정되며, 도시 지역에는 1,700만 명 이상, 수도권에는 2,000만 명 이상이 거주한다. 모스크바는 세계에서 가장 큰 도시 중 하나이며, 유럽 내에서 가장 인구가 많은 도시, 유럽에서 가장 인구가 많은 도시 지역, 유럽에서 가장 인구가 많은 수도권, 그리고 유럽 대륙에서 육지 면적이 가장 큰 도시이다. 문화 수도인 상트페테르부르크는 인구가 약 540만 명으로 두 번째로 큰 도시이다. 다른 주요 도시 지역은 예카테린부르크, 노보시비르스크, 카잔, 니즈니노브고로드, 첼랴빈스크이다.
틀:Largest cities of Russia

## 지형 및 수문
지리학자들은 전통적으로 러시아의 광대한 영토를 다섯 가지 자연 지역으로 나눈다: 툰드라 지역; 타이가, 또는 숲 지역; 스텝, 또는 평원 지역; 건조 지역; 그리고 산 지역. 러시아는 대부분 두 개의 평야 (동유럽 평원과 서시베리아 평원), 세 개의 저지대 (북시베리아, 중앙 야쿠티아, 동시베리아), 두 개의 고원 (중앙시베리아고원과 레나 고원), 그리고 두 개의 산악 지역 시스템 (극동 북동 시베리아의 동시베리아 산맥과 남쪽 국경을 따라 있는 남시베리아 산맥)으로 구성된다.

### 생태지역

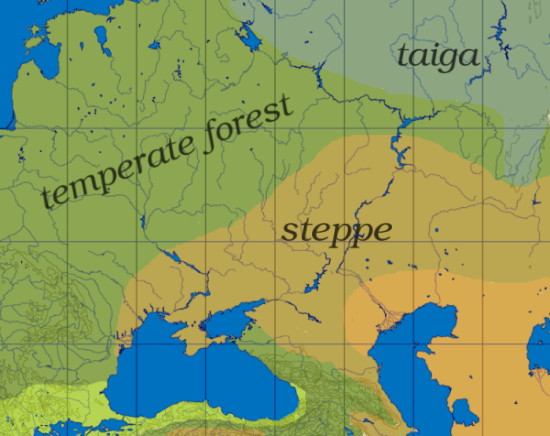
우랄산맥의 더 넓은 지역으로, 온대림, 타이가, 스텝 (지리), 반사막의 전환을 보여준다.
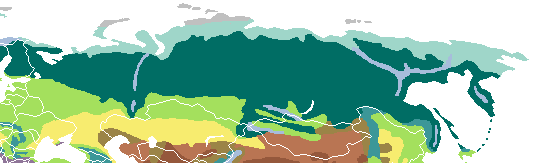
빙상과 극지 사막  툰드라  고산 툰드라  타이가  산악림  온대 활엽수혼합림  온대 스텝  건조 스텝

#### 동유럽 평원
동유럽 평원은 유럽 러시아의 대부분을 포함한다. 서시베리아 평원은 세계에서 가장 넓은 평원으로, 우랄산맥에서 동쪽으로 예니세이강까지 뻗어 있다. 지형과 식생이 각 자연 지역에서 비교적 균일하기 때문에 러시아는 균일하다는 착각을 불러일으킨다. 그럼에도 불구하고 러시아 영토는 열대 우림을 제외하고 세계의 모든 주요 식생 지역을 포함한다.

#### 빙모

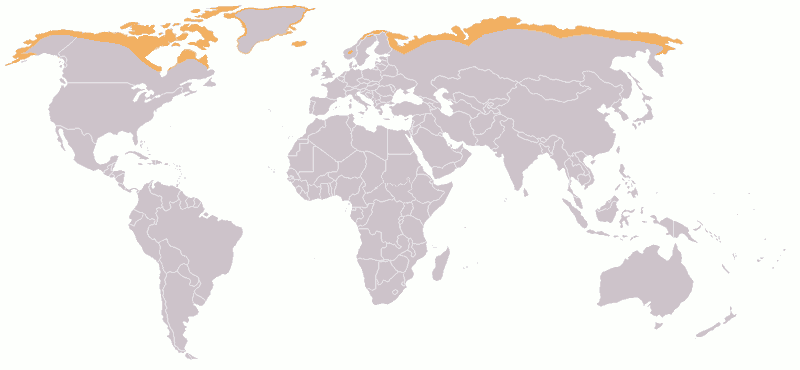
북극 툰드라 지도.

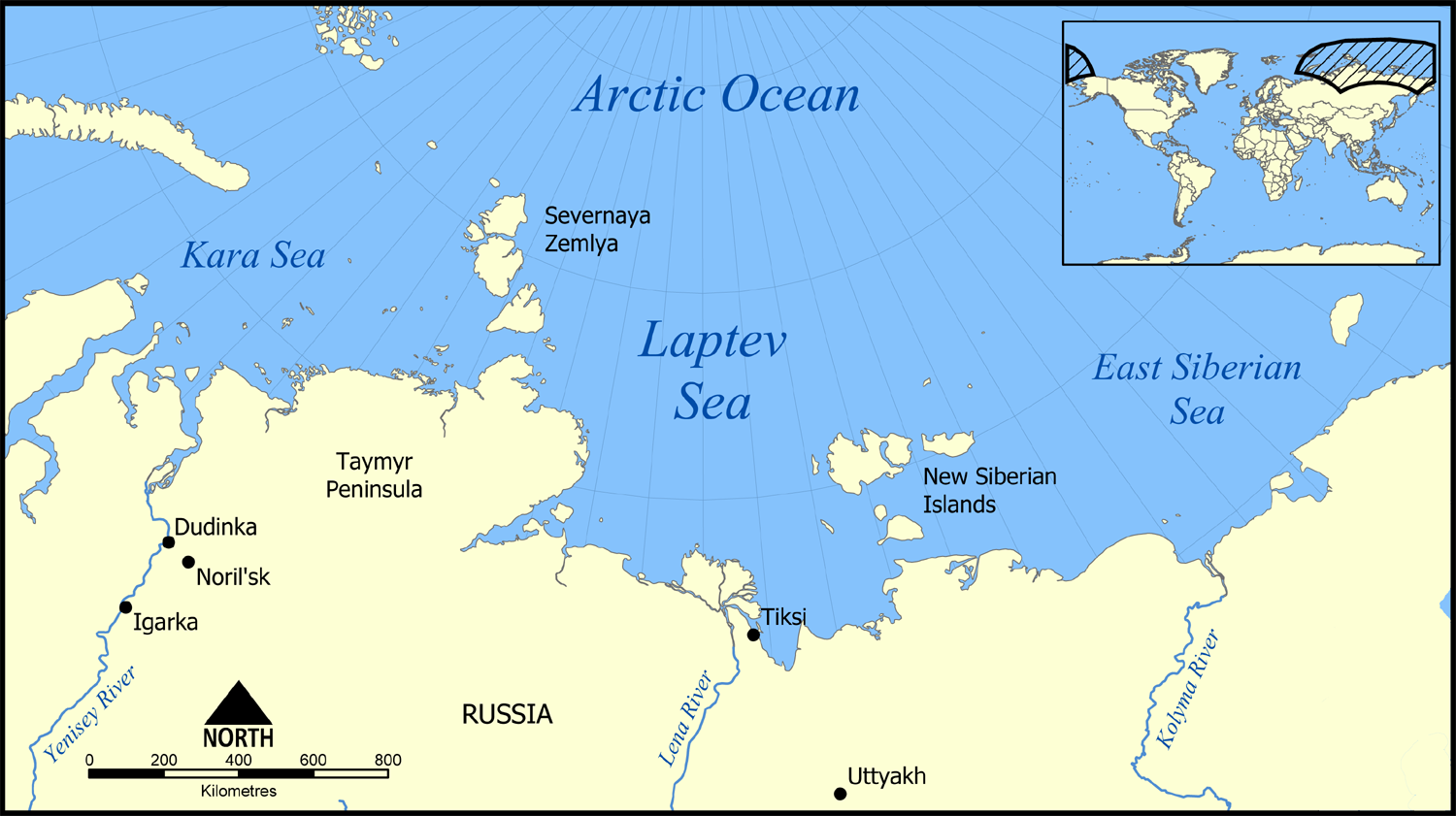
러시아 북극 지도.

러시아 북극은 서쪽에서 동쪽으로 거의 7,000 킬로미터 (4,300 mi)에 걸쳐 뻗어 있으며, 카렐리야와 콜라반도에서 네네츠 자치구, 오비만, 타이미르반도, 축치반도 (콜리마 (지역), 아나디르강, 데즈네프곶)까지 이어진다. 북극해에 있는 러시아의 섬과 군도는 노바야제믈랴 제도, 세베르나야제믈랴 제도, 노보시비르스크 제도를 포함한다.
러시아의 약 10%는 툰드라이다.—나무가 없는 습지 평원. 툰드라는 러시아의 가장 북쪽 지역으로, 서쪽의 핀란드 국경에서 동쪽의 베링 해협까지 뻗어 있으며, 그 다음 태평양 연안을 따라 남쪽으로 캄차카반도 북쪽까지 이어진다. 이 지역은 야생 순록 무리, 여름의 이른바 백야 (자정에 황혼, 곧이어 새벽), 겨울의 완전히 어두운 날들로 유명하다. 길고 혹독한 겨울과 햇빛 부족은 이끼, 지의류, 난쟁이버드나무와 관목만이 황량한 영구동토 위로 낮게 돋아나게 한다. 여러 강력한 시베리아 강이 북쪽으로 북극해로 흐르면서 이 지역을 가로지르지만, 부분적이고 간헐적인 해빙은 툰드라의 수많은 호수, 연못, 늪의 배수를 방해한다. 동결풍화는 여기에서 가장 중요한 물리적 과정이며, 지난 빙하기에 심하게 변형된 경관을 점진적으로 형성한다. 러시아 인구의 1% 미만이 이 지역에 거주한다. 북서부 콜라반도의 어업 및 항만 산업과 북서부 시베리아의 거대한 석유 및 천연가스 유전이 툰드라에서 가장 큰 고용주이다. 인구 18만 명의 산업 최전선 도시인 노릴스크는 러시아의 북극권 북쪽 정착지 중 무르만스크와 아르한겔스크에 이어 세 번째로 인구가 많다. 이곳에서 또한 오로라를 볼 수 있다.

#### 타이가
러시아에서 가장 광범위한 자연 지역인 타이가는 러시아의 서쪽 국경에서 태평양까지 뻗어 있다. 타이가는 동유럽과 서시베리아 평원의 북위 N° 북쪽 지역과 예니세이강 동쪽 지역 대부분을 차지한다. 시베리아 타이가 숲은 러시아 남쪽 국경에 이르며 타이가는 러시아 면적의 60% 이상을 차지한다. 남북 방향으로는 동부 타이가(예니세이강 동쪽)가 대륙성 기후를 띠고, 서부는 온화한 기후를 띠며, 일반적으로 이 기후 지역은 여름에는 습하고 온화하며(북부는 서늘), 겨울에는 혹독하고 안정적인 눈이 쌓여 있다. 위도 방향으로는 타이가는 북부, 중부, 남부 타이가의 세 개의 아구역으로 나뉜다. 서부 타이가에서는 습지에 빽빽한 가문비나무속과 전나무속 숲이 번갈아 나타나고, 더 가벼운 토양에는 소나무속 숲, 관목, 초원이 나타난다. 이러한 식생은 동부 타이가의 전형이지만, 전나무속보다는 낙엽송이 중요한 역할을 한다. 그러나 침엽수림은 연속적인 배열을 이루지 않고 자작나무, 오리나무속, 버드나무속 (주로 강 계곡에 위치), 습지에는 늪이 드문드문 나타난다. 타이가 내에는 털을 가진 동물들이 널리 퍼져 있다. — 검은담비, 담비류, 북방족제비, 말코손바닥사슴, 불곰, 울버린, 회색늑대, 사향쥐.

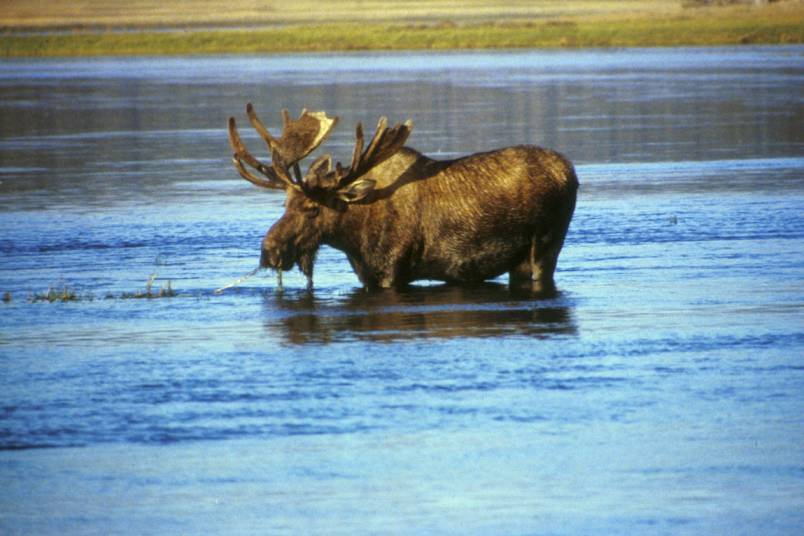
말코손바닥사슴

타이가에서는 포드졸 토양과 극지 타이가 토양이 우세하며, 명확한 수평 구조가 특징이다(남부 타이가에서만 잔디-포드졸 토양이 발견된다). 침출 작용과 낮은 부식토 함량으로 형성된다. 지하수는 일반적으로 숲에서 표면 가까이에 발견되며, 상층부에서 칼슘을 씻어내어 타이가의 최상층 토양의 색이 변하고 산화된다. 농업에 적합한 타이가 지역은 러시아의 유럽 부분에 주로 위치한다. 넓은 지역은 물이끼속 늪으로 덮여 있다(여기서는 포드졸-습지 토양이 우세하다). 농업 목적으로 토양을 비옥하게 하려면 석회 및 기타 비료를 사용해야 한다.
러시아 타이가는 세계에서 가장 많은 침엽수림을 보유하고 있지만, 집중적인 벌목으로 인해 해마다 감소하고 있다. 사냥과 농업(주로 강 계곡에서)이 발달하고 있다.

#### 혼합림 및 낙엽수림

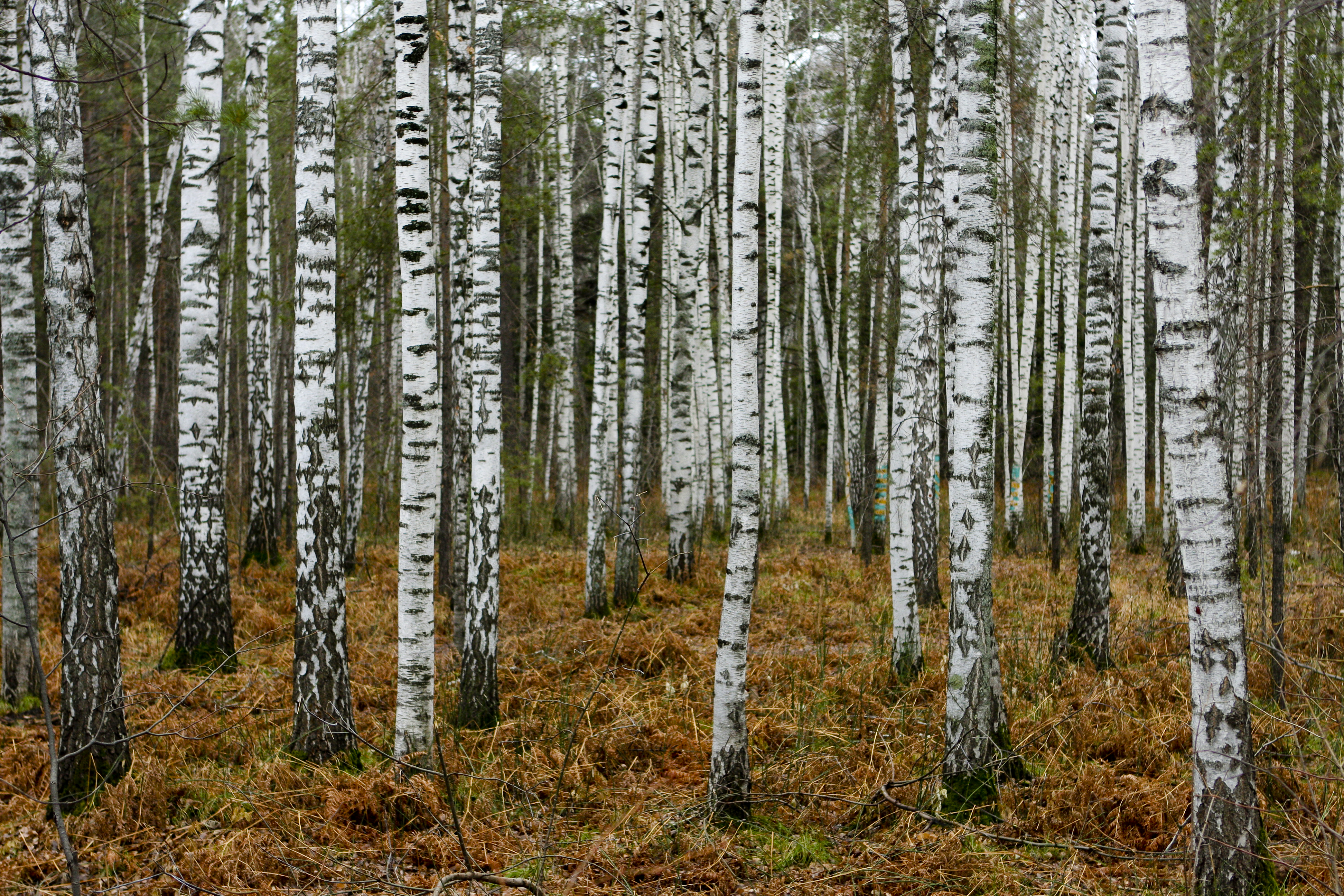
노보시비르스크 근처의 자작나무속 숲. 자작나무는 러시아의 국목이다.

혼합림 및 낙엽활엽수림 지대는 서쪽 국경을 따라 가장 넓고 우랄산맥 쪽으로 갈수록 좁아지는 삼각형 모양이다. 주요 나무는 참나무속과 가문비나무속이지만, 물푸레나무, 사시나무속, 자작나무속, 서어나무속, 단풍나무속, 소나무속과 같은 다른 많은 식생이 서식한다. 타이가와 삼림 스텝을 분리하는 것은 우랄산맥 동쪽에서 알타이산맥까지 이어지는 자작나무와 사시나무 숲의 좁은 지대이다. 삼림 지대 중 많은 부분이 유럽 러시아를 중심으로 농업을 위해 개간되었다. 그 결과 야생 동물은 더 희귀해졌지만, 유럽노루, 회색늑대, 여우, 다람쥐과는 매우 흔하다.

#### 스텝
스텝은 오랫동안 전형적인 러시아 경관으로 묘사되어 왔다. 이는 산맥에 의해 끊어진 넓은 띠 모양의 나무 없는 풀밭 평원으로, 헝가리에서 우크라이나, 러시아 남부, 카자흐스탄을 거쳐 만주에서 끝난다. 극단적인 나라에서 스텝 지역은 온화한 기온과 일반적으로 적절한 햇빛 및 습도 수준으로 인해 인간 정착과 농업에 가장 유리한 조건을 제공한다. 그러나 여기에서도 농업 수확량은 예측할 수 없는 강수량 수준과 간헐적인 치명적인 가뭄으로 인해 때때로 부정적인 영향을 받는다. 토양은 매우 건조하다.

### 지형

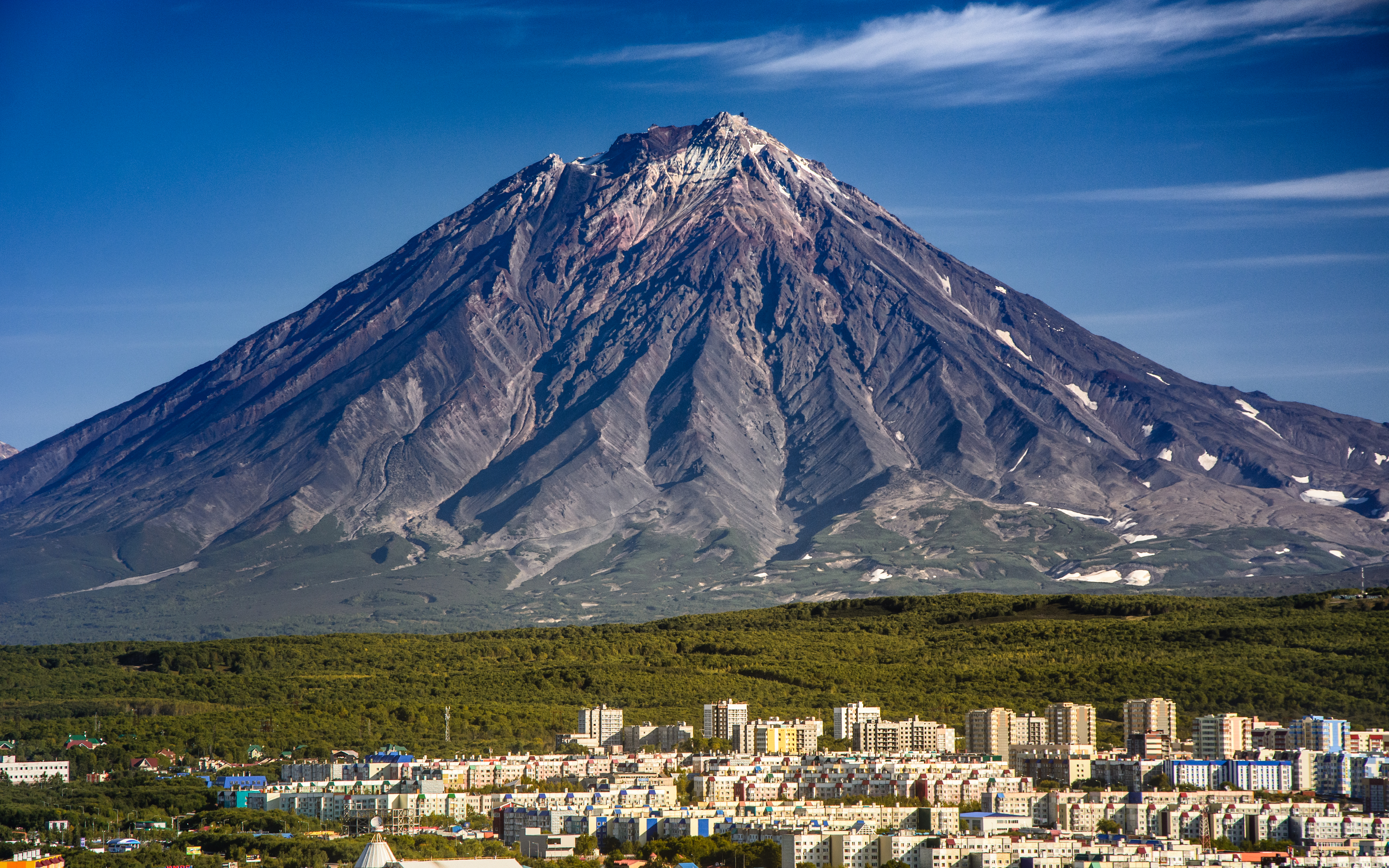
페트로파블롭스크캄차츠키 위에 우뚝 솟은 코략스카야 화산

러시아의 산맥은 주로 대륙 경사면(우랄산맥), 남서쪽 국경(캅카스산맥), 몽골 국경(동서 사얀산맥 및 알타이산맥 서쪽 끝), 그리고 동시베리아(이 나라의 북동쪽 끝에 있는 복잡한 산맥 시스템 및 캄차카반도의 척추를 형성하는 산맥, 그리고 오호츠크해와 동해를 따라 뻗어 있는 작은 산맥)를 따라 위치한다. 러시아에는 9개의 주요 산맥이 있다. 일반적으로 이 나라의 동반부는 서반부보다 훨씬 더 산악 지형이며, 서반부의 내부는 낮은 평원이 지배적이다. 동서의 전통적인 경계선은 예니세이강 계곡이다. 중앙시베리아고원의 서쪽 가장자리를 서시베리아 평원에서 구분하면서, 예니세이강은 몽골 국경 근처에서 북쪽으로 흘러 타이미르반도 서쪽의 북극해로 들어간다.

#### 우랄산맥

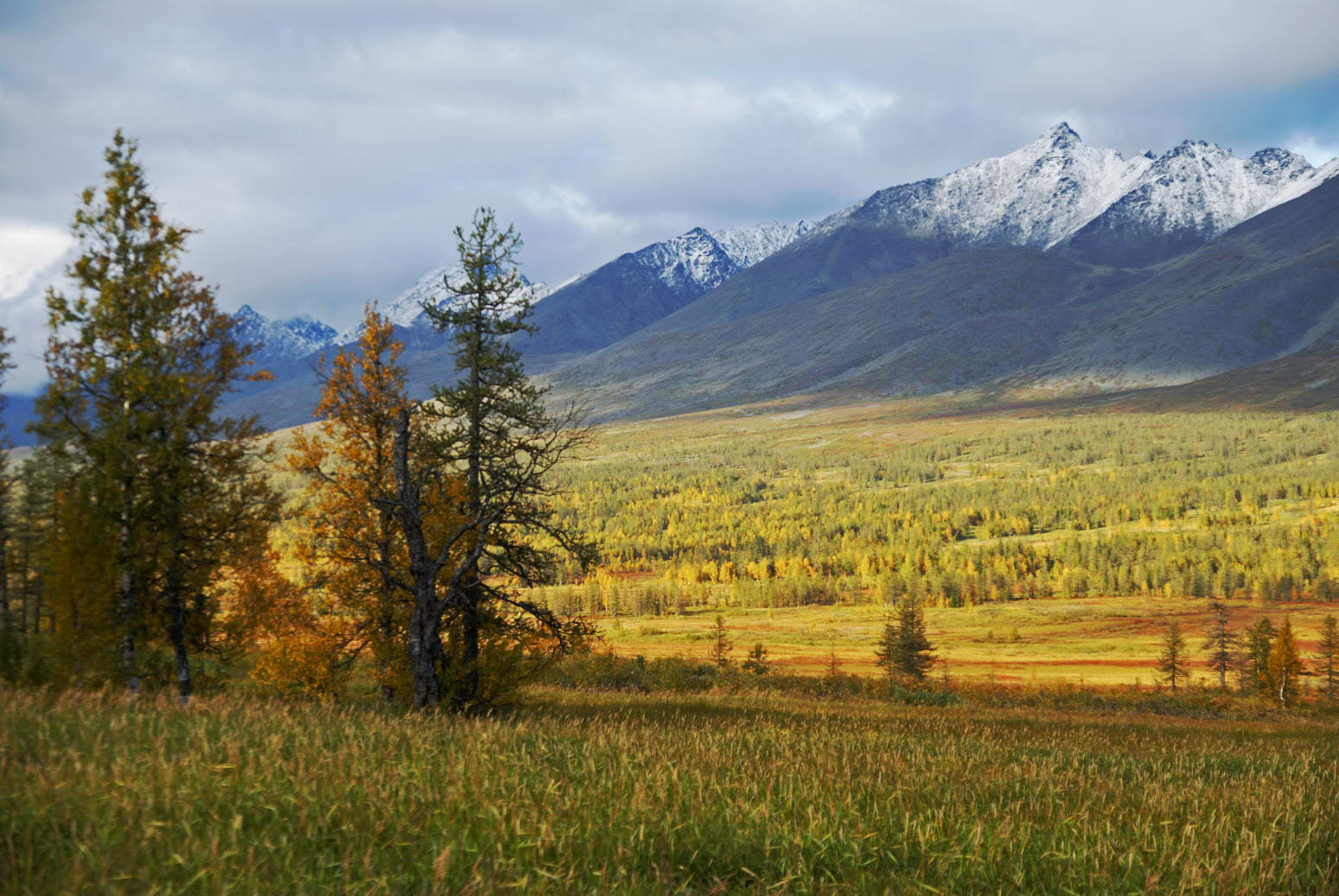
유기드바 국립공원.

우랄산맥은 유럽과 아시아 사이의 자연 경계를 형성한다. 이 산맥은 북극해에서 카자흐스탄 북쪽 국경까지 약 2,100 킬로미터 (1,300 mi)에 걸쳐 뻗어 있다. 몇몇 낮은 고개는 우랄산맥을 통해 유럽에서 동쪽으로 주요 교통로를 제공한다. 가장 높은 봉우리인 나로드나야산은 1,894 미터 (6,214 ft)이다. 우랄산맥에는 또한 귀중한 광물 퇴적물이 포함되어 있다.

#### 서시베리아 평원

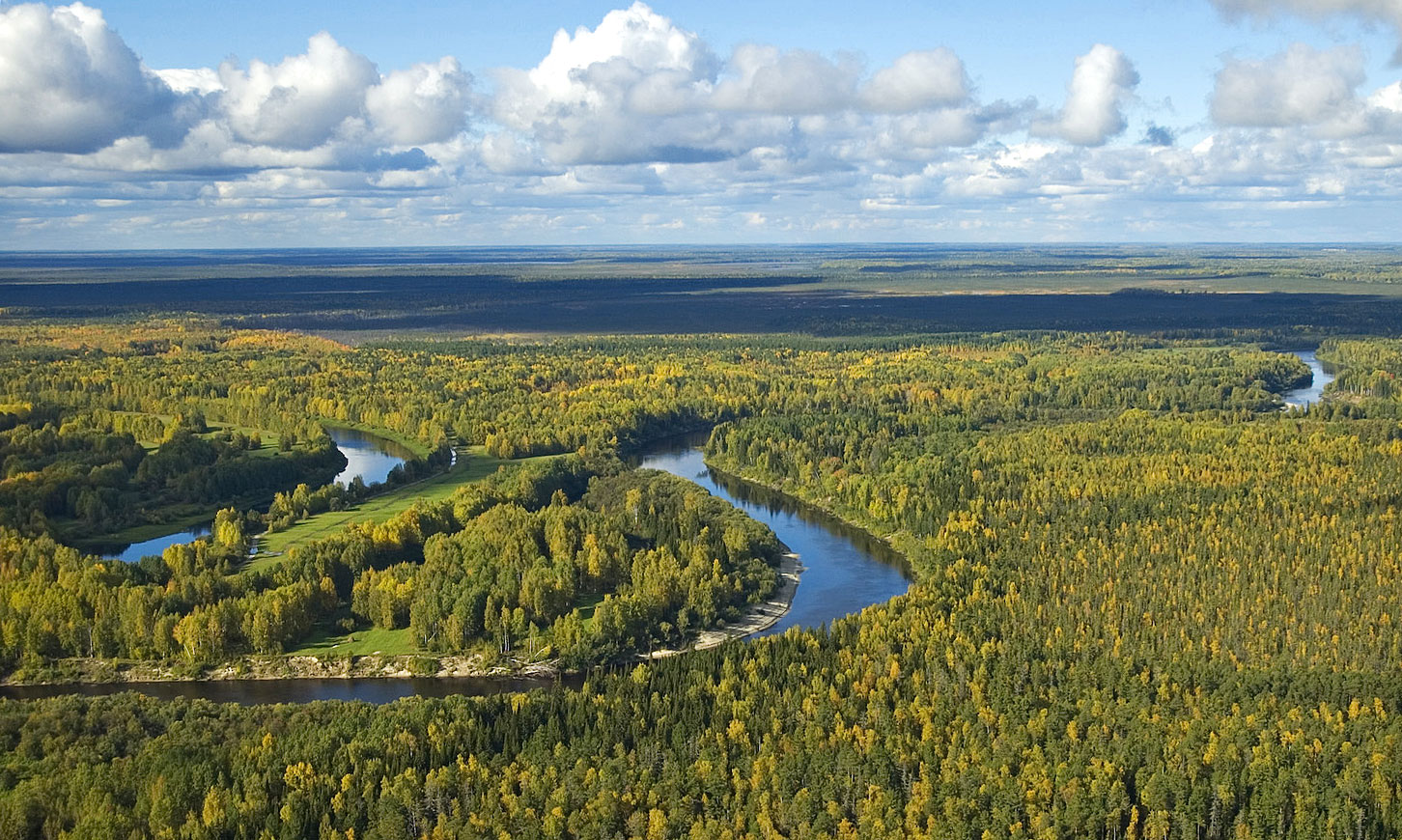
바시우간강

우랄산맥 동쪽에는 동서로 약 1,900 킬로미터 (1,200 mi), 남북으로 약 2,400 킬로미터 (1,500 mi)에 걸쳐 펼쳐진 서시베리아 평원이 있다. 전체 면적의 절반 이상이 해발 200 미터 (660 ft) 이하인 이 평원에는 세계에서 가장 큰 늪과 범람원이 있다. 평원은 대체로 평평하고 특징이 없다. 약간 고도가 높은 지역은 중앙부를 가로지르는 시베리아 우발리와 남부의 오브 고원뿐이다. 남부에는 카자흐스탄까지 이어지는 스텝 지역이 있으며, 카미실로프 로그 참호가 있는 이심 스텝과 같은 곳이다. 평원 인구의 대부분은 북위 77도 남쪽의 건조한 지역에 거주한다.

#### 중앙시베리아고원
서시베리아 평원 바로 동쪽에 있는 지역은 중앙시베리아고원으로, 예니세이강 계곡에서 동쪽으로 레나강 계곡까지 뻗어 있다. 이 지역은 여러 고원으로 나뉘며, 고도는 320 and 740 미터 (1,050 and 2,430 ft) 사이이다. 가장 높은 고도는 북부 푸토라나산맥에 약 1,800 미터 (5,900 ft)이다. 이 평원은 남쪽으로는 프리모르스키 산맥과 바이칼산맥에 의해 경계를 이루며, 북쪽으로는 북극해의 타이미르반도로 뻗어 있는 서시베리아 평원의 연장선인 북시베리아 저지대에 의해 경계를 이룬다.

#### 사얀산맥 및 스타노보이산맥

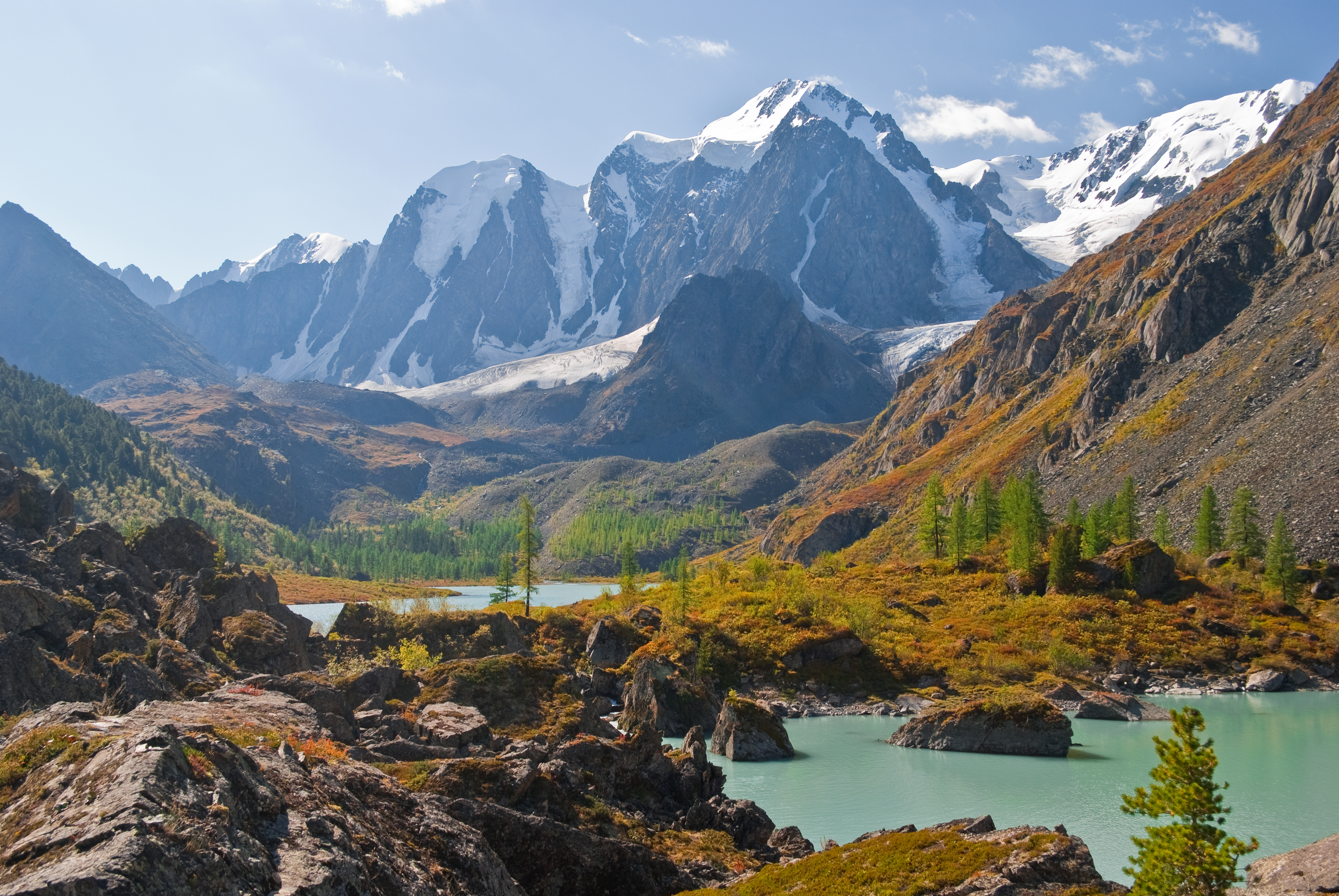
알타이산맥

남중부 시베리아의 바이칼호 서쪽에 있는 산악 시스템에서는 서부 사얀산맥이 3,300 미터 (10,800 ft), 동부 사얀산맥이 3,200 미터 (10,500 ft), 알타이산맥의 벨루하산이 4,500 미터 (14,800 ft)로 가장 높은 고도를 이룬다. 동부 사얀산맥은 바이칼호 남쪽 해안에 거의 닿는다. 호수에서는 가장 가까운 산(높이 2,840 미터 (9,320 ft))과 해수면 아래 1,700 미터 (5,600 ft)에 있는 호수 가장 깊은 곳 사이에 4,500 미터 (14,800 ft) 이상의 고도 차이가 있다. 바이칼호 동쪽의 산악 시스템은 더 낮으며, 호수에서 태평양 연안까지 이어지는 복잡한 작은 산맥과 계곡을 이룬다. 북부 바이칼호에서 오호츠크해까지 서쪽에서 동쪽으로 뻗어 있는 스타노보이산맥의 최고 고도는 2,550 미터 (8,370 ft)이다. 이 산맥 남쪽은 남동 시베리아로, 그곳의 산들은 800 미터 (2,600 ft)에 이른다. 이 지역에서 타타르 해협을 건너면 러시아에서 가장 큰 섬인 사할린섬이 있는데, 이곳의 최고 고도는 약 1,700 미터 (5,600 ft)이다. 대한항공 007편 격추 사건의 현장인 작은 모네론섬은 그 서쪽에 있다.

#### 캅카스산맥

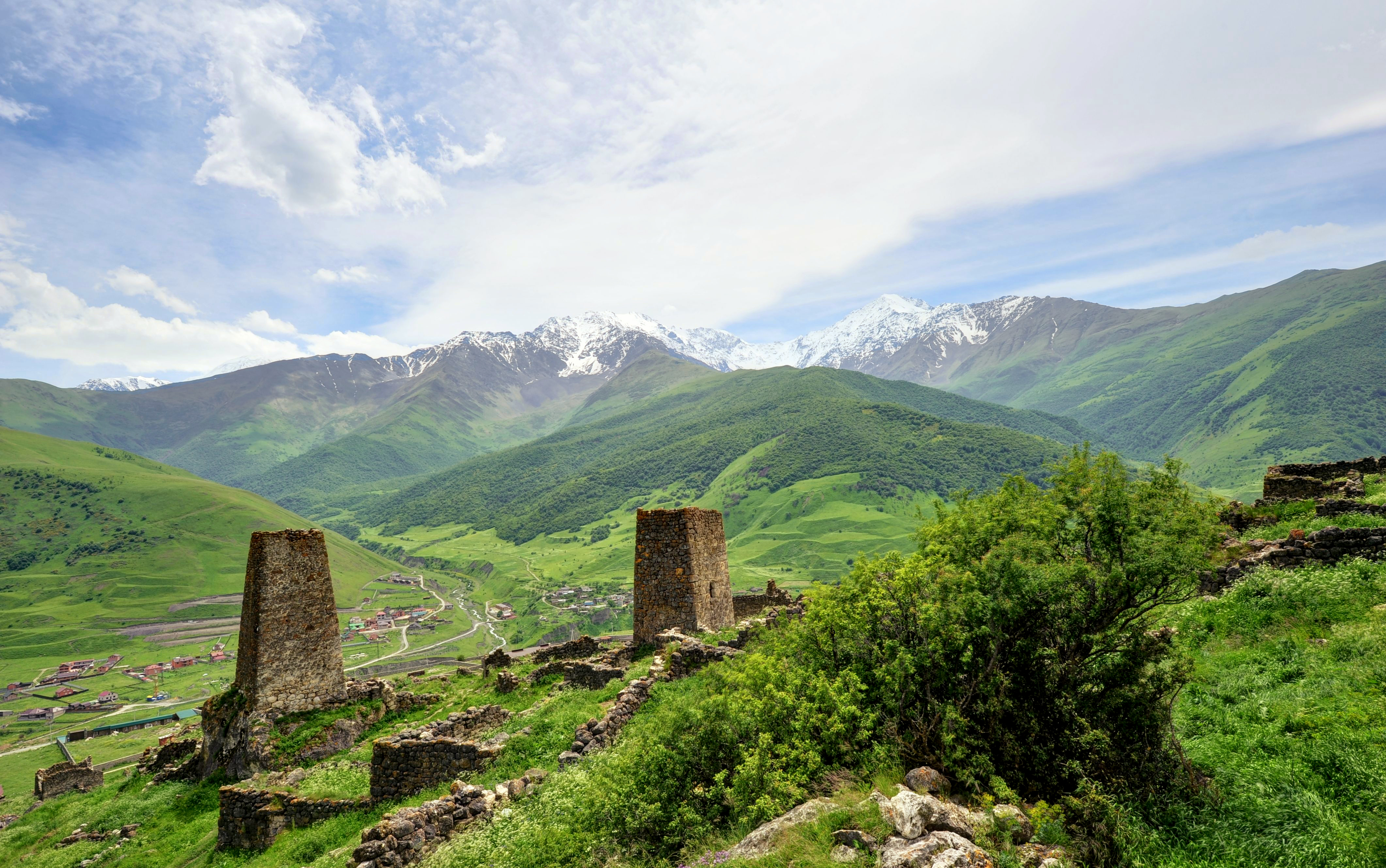
캅카스산맥

진정한 고산 지형은 남부 산맥에 나타난다. 흑해와 카스피해 사이에서 캅카스산맥은 인상적인 높이로 솟아올라 유럽과 아시아 사이의 경계를 형성한다. 봉우리 중 하나인 옐브루스산은 유럽에서 가장 높은 지점으로, 높이가 5,642 미터 (18,510 ft)이다. 캅카스산맥의 지질 구조는 북서쪽으로 크림반도와 카르파티아산맥으로, 남동쪽으로 중앙아시아의 톈산산맥과 파미르고원으로 이어진다. 캅카스산맥은 러시아와 남서쪽 이웃 국가인 조지아 및 아제르바이잔 사이에 위압적인 자연 장벽을 형성한다.

#### 북동 시베리아 및 캄차카
스타노보이산맥 북쪽의 북동 시베리아는 매우 산악 지대이다. 남쪽으로 오호츠크해로 튀어나온 긴 캄차카반도에는 많은 화산 봉우리가 포함되어 있으며, 일부는 여전히 활동 중이다. 가장 높은 것은 4,750-미터 (15,580 ft)의 클류쳅스카야산으로, 러시아 극동의 최고점이다. 화산 사슬은 캄차카반도 남쪽 끝에서 남쪽으로 쿠릴 열도를 거쳐 일본까지 이어진다. 캄차카반도는 또한 러시아의 두 주요 지진 활동 중심지 중 하나이다(다른 하나는 캅카스이다). 1995년에는 대규모 지진으로 인해 넵테고르스크의 석유 처리 마을이 크게 파괴되었다. 또한 이 지역에는 매우 큰 베옌치메-살라틴 충돌구가 위치해 있다.

### 배수

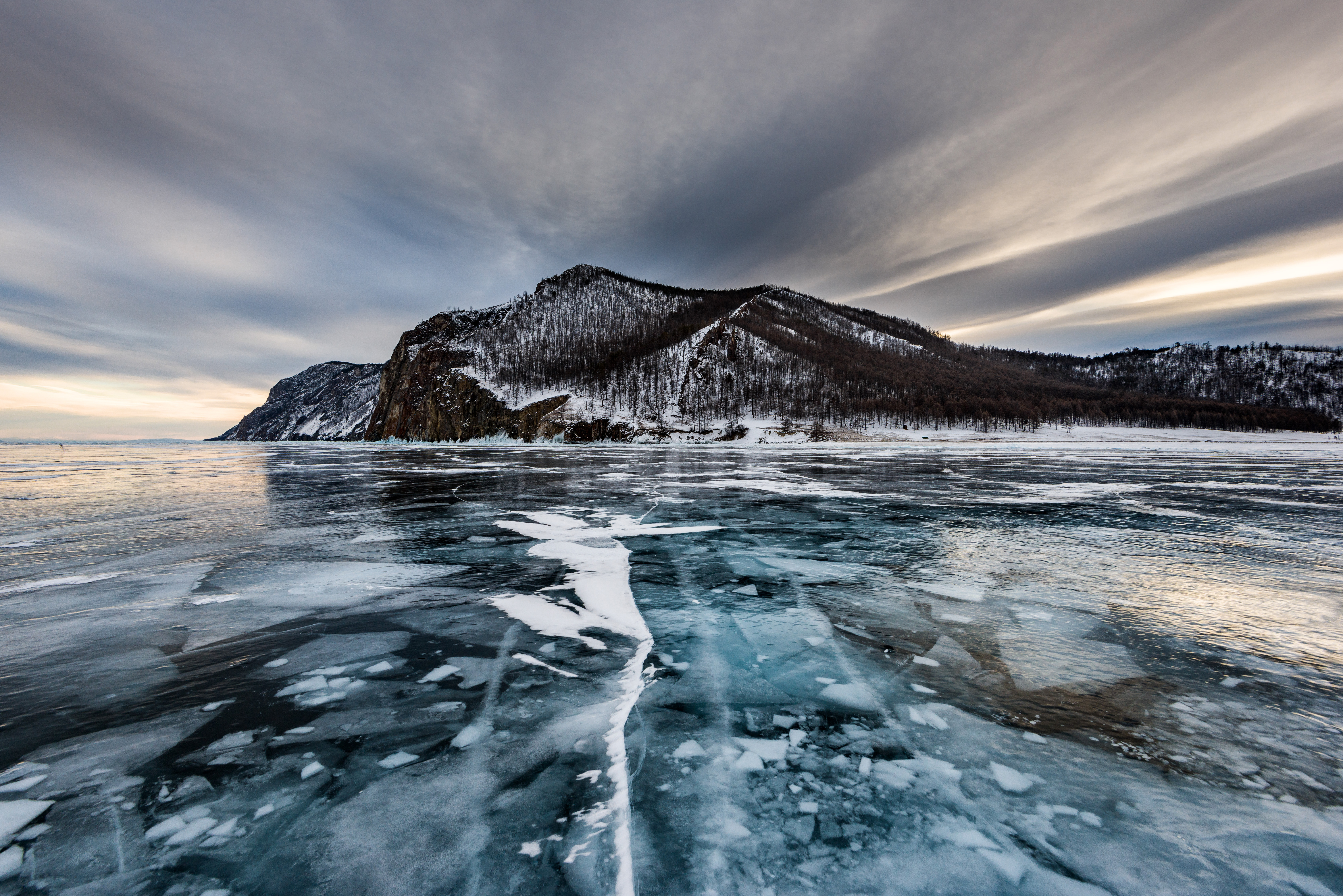
올혼섬 근처의 얼어붙은 바이칼호.

10만 개 이상의 강이 흐르는 러시아는 20개의 유역구로 나뉘어 있다. 러시아는 세계에서 가장 큰 지표수 자원 중 하나를 보유하고 있으며, 호수에는 세계 액체 민물의 약 4분의 1이 포함되어 있다. 러시아는 총 재생 가능 수자원 면에서 브라질에 이어 두 번째이다.
러시아의 강 중 1,000 킬로미터 (620 mi)가 넘는 강 40개는 우랄산맥 동쪽에 있으며, 시베리아를 북쪽으로 북극해로 흐르는 세 개의 주요 강을 포함한다. 이들은 이르티시강-오비 시스템 (총 5,380 킬로미터 or 3,340 마일), 예니세이강 (5,075 킬로미터 or 3,153 마일), 그리고 레나강 (4,294 킬로미터 or 2,668 마일)으로, 이들은 세계에서 가장 긴 강에 속한다. 이 강 시스템의 유역은 약 eight백만 제곱킬로미터 (3.1백만 제곱마일)를 차지하며, 초당 거의 50,000 세제곱미터의 물을 북극해로 방출한다. 이 강들의 북쪽 흐름은 상류 지역이 하류 지역보다 먼저 녹아 서시베리아 평원 중앙의 48,000-제곱킬로미터 (19,000 mi2) 바시우간 습지와 같은 광대한 늪을 만든다는 것을 의미한다. 이는 서부 러시아의 페초라강과 세베르나야드비나강, 시베리아의 콜리마강과 인디기르카강을 포함한 다른 강 시스템에도 마찬가지이다. 러시아 영토의 약 10%는 습지로 분류된다.
러시아의 내수면은 주로 광범위한 빙하 작용의 유산이다. 러시아 북서부의 라도가호와 오네가호는 유럽에서 가장 큰 호수 중 두 곳이다. 그러나 바이칼호는 러시아의 담수체 중 가장 크고 두드러지며, 세계에서 가장 깊고 순수하며 오래되고 가장 넓은 담수호로, 세계 지표 담수의 5분의 1 이상을 포함하고 있다. 수많은 작은 호수들이 러시아 북부와 시베리아 평원에 점점이 박혀 있다. 이 중 가장 큰 호수는 북서부의 벨로제로, 토포제로, 비고제로, 일멘호와 시베리아 남서부의 차니이다.
동쪽 산맥에서 태평양으로 시베리아를 배수하는 여러 다른 강들이 있다. 아무르강과 그 주요 지류인 우스리강은 러시아와 중국 사이의 구불구불한 국경의 긴 구간을 형성한다. 아무르 강 시스템은 시베리아 남동부의 대부분을 배수한다. 세 개의 유역이 유럽 러시아를 배수한다. 주로 벨라루스와 우크라이나를 흐르는 드네프르강은 모스크바 서쪽 언덕에 발원한다. 유럽에서 다섯 번째로 긴 강인 1,860-킬로미터 (1,160 mi)의 돈강은 모스크바 남쪽의 중앙 러시아 고지에서 발원하여 로스토프나도누에서 아조프해로 흘러 들어간다. 역사적, 문화적 중요성 때문에 러시아의 국강으로 널리 알려진 볼가강은 유럽에서 가장 긴 강이며, 모스크바 서쪽의 발다이 구릉에서 솟아나 3,510 킬로미터 (2,180 mi)를 남동쪽으로 구불구불 흐른 뒤 카스피해로 흘러들어간다. 전체적으로 볼가강 시스템은 약 1.4백만 제곱킬로미터 (540,000 mi2)를 배수한다. 여러 운하로 연결된 서부 러시아의 강들은 오랫동안 중요한 교통 시스템이었으며, 볼가강은 이 나라에서 가장 상업적인 강으로 남아 있으며 러시아 내륙 수운 교통량의 약 3분의 2를 운반한다.

## 농업 지리
러시아에는 10억 에이커의 경작 가능한 토지가 있지만, 영구 농업은 약 0.1%에 불과하다. 이 지역의 경관은 다음과 같은 이유로 매우 다양한 환경을 가지고 있다.
- 툰드라 경관은 지역 대부분을 덮고 있으며, 추운 기후로 인해 혹독한 조건이며, 혹독한 조건으로 인해 식물 생장이 잘 지원되지 않는다. 이는 불리한 조건이 농업을 더욱 어렵게 만들기 때문에 문제가 되었다.
- 우랄산맥과 같은 산맥이 지역 전체에 퍼져 있으며, 이는 유럽 러시아와 유라시아 러시아 사이의 경계선이 되었다.
- 유럽 러시아에는 약 3,200 킬로미터 (2,000 mi)에 걸쳐 뻗어 있는 유럽 평원도 있다.

농업 부문 종사자 수는 2016년에 인구의 약 9.4%로 보고되었다.
러시아의 주요 수출품은 곡물로, 세계 무역의 약 6%를 차지한다. 다른 수출품으로는 어류와 석유가 각각 3%, 식사가 2%, 육류가 1% 미만을 차지한다.

### 산업화 이전 농업
농업은 러시아에게 항상 중요했다. 토지는 농민 계급에 의해 경작되었다.

### 기후

러시아의 쾨펜의 기후 구분.

러시아의 엄청난 크기와 많은 지역이 바다에서 멀리 떨어져 있다는 점 때문에 냉대 습윤 기후가 지배적이며, 이는 툰드라와 극남서부를 제외한 나라의 모든 지역에서 널리 퍼져 있다. 남쪽과 동쪽의 산들은 인도양과 태평양에서 오는 따뜻한 기단의 흐름을 방해하는 반면, 서쪽과 북쪽의 평원은 이 나라를 북극과 대서양의 영향에 개방시킨다.
러시아 북서부와 시베리아의 대부분은 아극 기후를 가지며, 북동 시베리아 내륙 지역(주로 사하, 기록적인 최저 기온이 −71.2 °C or −96.2 °F)에서는 극도로 혹독한 겨울이 나타나고, 다른 곳에서는 더 온화한 겨울이 나타난다. 러시아의 북극해를 따라 넓게 뻗어 있는 육지와 러시아 북극 제도는 한대 기후를 가진다.
흑해 연안의 크라스노다르 변경주 해안 지역, 특히 소치와 북캅카스의 일부 해안 및 내륙 지역은 온화하고 습한 겨울이 있는 온난 습윤 기후를 가진다. 동시베리아와 러시아 극동의 많은 지역에서는 겨울이 여름에 비해 건조하다. 반면 다른 지역에서는 계절에 걸쳐 강수량이 더 균등하게 내린다. 나라의 대부분 지역에서 겨울 강수량은 보통 눈으로 내린다. 비스툴라곶에 위치한 칼리닌그라드주의 가장 서쪽 지역과 크라스노다르 변경주 남부 및 북캅카스의 일부 지역은 해양성 기후를 가진다. 하부 볼가강 및 카스피해 연안 지역과 시베리아의 가장 남쪽 일부 지역은 스텝 기후와 건조 기후를 가진다.
대부분의 지역에서는 봄과 가을이 극도로 낮거나 높은 온도 사이의 짧은 변화 기간이므로, 단 두 개의 뚜렷한 계절(겨울과 여름)만 존재한다. 가장 추운 달은 1월(해안 지역은 2월)이고, 가장 따뜻한 달은 보통 7월이다. 큰 기온 차이가 일반적이다. 겨울에는 남쪽에서 북쪽으로, 서쪽에서 동쪽으로 갈수록 기온이 더 낮아진다. 여름은 시베리아에서도 상당히 더울 수 있다.

## 면적 및 경계
면적 (크림반도 제외):
- 총계: 17,098,242 km2 (6,601,668 mi2)
- 육지: 17,021,900 km2 (6,572,200 mi2)
- 수역: 79,400 km2 (30,700 mi2)

면적 - 비교:
 브라질 면적의 두 배보다 약간 더 크다.
육상 국경:
- 총계 (크림반도 제외): 19,917 km (12,376 mi)

칼리닌그라드는 러시아의 가장 서쪽 부분을 형성하며, 본토와 육상 연결이 없다. 폴란드, 리투아니아, 발트해와 접하고 있다.
흑해의 반도인 크림반도는 2014년 3월 러시아가 이웃 국가 우크라이나로부터 점령하고 합병한 이래로 러시아 연방이 주장하고 사실상 관리하고 있다. 대부분의 국제 사회는 이를 우크라이나 영토로 인정한다.
국경 국가:
| 국가                   | 길이    | 길이    |
| 국가                   | km      | mi      |
| ---------------------- | ------- | ------- |
| 노르웨이               | 195.8   | 121.7   |
| 핀란드                 | 1,271.8 | 790.3   |
| 에스토니아             | 138     | 86      |
| 라트비아               | 270.5   | 168.1   |
| 리투아니아             | 266     | 165     |
| 폴란드                 | 204.1   | 126.8   |
| 벨라루스               | 1,239   | 770     |
| 우크라이나             | 1,925.8 | 1,196.6 |
| 조지아                 | 875.5   | 544.0   |
| 아제르바이잔           | 372.6   | 231.5   |
| 카자흐스탄             | 7,512.8 | 4,668.2 |
| 몽골                   | 3,485   | 2,165   |
| 중화인민공화국         | 4,209.3 | 2,615.5 |
| 조선민주주의인민공화국 | 17      | 11      |
| 일본                   | 수역    | 수역    |
| 미국                   | 수역    | 수역    |

| 국가                   | 길이  | 길이  |
| 국가                   | km    | mi    |
| ---------------------- | ----- | ----- |
| 압하지야               | 255.4 | 158.7 |
| 남오세티야             | 70    | 43    |
| 조지아와의 나머지 국경 | 365   | 227   |

해안선 (크림반도 제외): 37,653 km (23,396 mi)
해양 주장:
- 러시아 대륙붕: 200 m (660 ft) 깊이 또는 개발 가능 깊이까지
- 배타적 경제수역: 7,566,673 km2 (2,921,509 mi2) (200 nmi (370.4 km; 230.2 mi)까지)
- 영해: 12 nmi (22.2 km; 13.8 mi)

고도 극단점:
- 최저점: 카스피해: −28 m (−92 ft)
- 최고점: 옐브루스산: 5,642 m (18,510 ft)

## 천연 자원 및 토지 이용
러시아는 전 세계 어느 나라보다도 가장 많은 광물 자원 매장량을 보유하고 있다. 비록 풍부하지만, 극한 기후의 외딴 지역에 있어 채굴 비용이 비싸다. 이 나라는 광물 연료가 가장 풍부하다. 전 세계 석탄 매장량의 절반, 그리고 그보다 더 많은 석유 매장량을 보유하고 있을 수도 있다. 석탄 매장량은 이 지역 전체에 흩어져 있지만, 가장 큰 매장량은 중앙 및 동부 시베리아에 위치한다. 가장 개발된 유전은 서시베리아, 북동부 유럽 지역, 모스크바 주변 지역, 그리고 우랄산맥에 있다. 주요 석유 매장지는 서시베리아와 볼가-우랄 지역에 위치한다. 더 작은 매장지들은 나라 전역에서 발견된다. 러시아가 전 세계 매장량의 약 40%를 보유하고 있는 자원인 천연가스는 시베리아의 북극 해안, 북캅카스, 그리고 러시아 북서부에서 발견될 수 있다. 주요 철광석 매장지는 모스크바 남쪽, 우크라이나 국경 근처의 쿠르스크 자기 이상 지역에 위치한다. 이 지역은 지구 자기장의 편차를 일으킨 방대한 철광석 매장량을 포함한다. 더 작은 매장지들은 나라의 다른 지역에서도 발견된다. 우랄산맥에는 소량의 망가니즈가 매장되어 있다. 니켈, 텅스텐, 코발트, 몰리브데넘 및 기타 철 합금 원소들은 적절한 양으로 존재한다.
러시아에는 대부분의 비철금속도 포함되어 있다. 알루미늄 광석은 희귀하며 주로 우랄 지역, 북서부 유럽 러시아, 남중부 시베리아에서 발견된다. 구리는 더 풍부하며 주요 매장지는 우랄, 동시베리아 예니세이강 입구 근처의 노릴스크 지역, 그리고 콜라반도에 위치한다. 바이칼호 동쪽에 위치한 또 다른 광대한 매장지는 바이칼-아무르 철도 주선 (BAM)이 1989년에 완공되면서 비로소 채굴되기 시작했다.
북캅카스, 러시아 극동, 남시베리아 쿠즈네츠크 분지 서쪽 가장자리에는 풍부한 납과 아연 광석이 포함되어 있다. 이들은 일반적으로 구리, 금, 은, 그리고 많은 양의 다른 희귀 금속과 함께 발견된다. 이 나라는 세계에서 가장 큰 금 매장량 중 하나를 가지고 있으며, 주로 시베리아와 우랄에 있다. 수은 매장지는 중앙 및 남부 우랄과 남중부 시베리아에서 발견될 수 있다.
원자재 또한 풍부하며, 서부 우랄의 카마강 지역에는 칼륨과 마그네슘 염 매장지가 있다. 러시아는 또한 중앙 콜라반도에서 발견되는 세계에서 가장 큰 인회석 매장지 중 하나를 포함한다. 암염은 남서부 우랄과 바이칼호 남서부에 위치한다. 소금의 지표 매장지는 하부 볼가 계곡을 따라 있는 염호에서 발견된다. 황은 우랄과 중부 볼가 계곡에서 발견될 수 있다.
토지의 8%는 경작에 사용되고, 4%는 영구 목초지, 46%는 숲과 삼림, 그리고 42%는 다른 용도로 사용된다.
최근의 전 세계 원격 감지 분석에 따르면 러시아에는 1,002 km2 (387 mi2)의 갯벌이 있으며, 이는 갯벌 면적 면에서 세계 33위 국가이다.

## 자연재해
쿠릴 열도의 화산 활동과 캄차카반도의 화산 및 지진은 다른 자연재해이다.

## 같이 보기
- 소련의 지리
- 러시아의 지질
- 러시아의 역사
- 러시아 탐험가 목록
- 러시아의 영토 확장

## 내용주
1. ↑  러시아는 14개의 독립 국가와 육상 국경을 공유한다: 북서쪽에는 노르웨이와 핀란드; 서쪽에는 에스토니아, 라트비아, 벨라루스, 우크라이나, 그리고 칼리닌그라드를 통해 리투아니아와 폴란드; 남서쪽에는 조지아와 아제르바이잔; 남쪽에는 카자흐스탄과 몽골; 남동쪽에는 중화인민공화국과 조선민주주의인민공화국—반면에 해양 경계는 일본과 미국과 공유한다.

러시아는 또한 부분적으로 인정된 분리주의 국가인 남오세티야와 압하지야와도 국경을 공유한다.
2. ↑  러시아는 카스피해를 따라 850 km (530 mi)의 추가 해안선을 가지고 있는데, 카스피해는 세계에서 가장 큰 내수면이며, 바다 또는 호수로 다양하게 분류되었다.[2]
3. ↑  러시아는 시계 방향으로 남서쪽에는 흑해와 아조프해; 서쪽에는 발트해; 북쪽에는 바렌츠해, 카라해, 랍테프해, 페초라해, 백해 및 동시베리아해; 북동쪽에는 축치해와 베링해; 그리고 남동쪽에는 오호츠크해와 동해에 접한다.
4. ↑  러시아는 육지 면적에서 오스트레일리아, 남극,[5] 그리고 유럽보다 크다; 비록 유럽 자체의 상당 부분을 차지하지만.

## 더 읽어보기
- 블린니코프, 미하일 S. 러시아와 이웃 국가들의 지리 (길포드 출판사, 2011)
- 캐치폴, 브라이언. 러시아 지도 역사 (1983)
- 츄, 앨런 F. 러시아 역사 지도: 11세기 동안 변화하는 국경 (2판. 1967)
- 길버트, 마틴. 러틀리지 러시아 역사 지도 (4판. 2007) 발췌 및 텍스트 검색
- 헨리, 로라 A. 붉은색에서 녹색으로: 소비에트 이후 러시아의 환경 운동 (2010)
- 카이저, 로버트 J. 러시아와 소련의 민족주의 지리 (1994).
- 메드베데프, 안드레이. 러시아 연방의 경제 지리 (2000)
- 파커, 윌리엄 헨리. 러시아의 역사 지리 (런던 대학교 출판사, 1968)
- 쇼, 데니스 J.B. 현대 세계의 러시아: 새로운 지리 (블랙웰, 1998)